# Pastrve
Pastrve, skupni naziv za ribe različitih rodova unutar porodice pastrvki ili salmonida (Salmonidae). Slatkovodne vrste zahtijevaju čistu i brzu vodu, a najvažnija su im prepoznatljiva karakteristika pjege po tijelu koje je prekriveno malenim ljuskama. 
Neke vrste pastrva žive i u morima a i u jezerima. Morske vrste, slčno lososima također se mrijeste u potocima. U Hrvatskoj živi nekoliko vrsta pastrvi, neđu kojima tzv. potočna pastrva (Salmo trutta), mekousna pastrva (Salmothymus obtusirostris) endem iz Dalmacije, zrmanjska pastrva (Salmo zrmanjaensis). Vrsta kalifornijska pastrva (Oncorhynchus mykiss), uvezena je u Hrvatsku iz SAD-a. Neki predstavnici roda Oncorhynchus pripadaju pastrvama, ostali pacifičkim lososima (O. tshawytscha, O. keta, O. kisutch, O. gorbuscha, O.s nerka i O. masou) .
Mladica (Hucho hucho) i glavatica  (Salmo marmoratus) također su zbog pjega nalik pastrvama i pripadaju salmonidima.